# 时代华语
北京时代华语图书股份有限公司（简称时代华语）是一家中国大陆的图书发行公司，成立于2008年2月。
2010年4月25日，该公司与日本讲谈社签署长期战略合作协议，将大批引进讲谈社旗下作品。其后轻小说与推理小说均涉及抄袭翻译等问题，出完《刀语》后退出轻小说市场。推理小说版权亦基本转移他社。

## 关联作品

### 轻小说
- （日本）《刀语》（西尾维新著，竹绘）

江苏凤凰文艺出版社（原江苏文艺出版社）出版，2010年6月开始上市。